# Barela sobrina
Barela sobrina är en insektsart som först beskrevs av Ruppel och Delong 1953.  Barela sobrina ingår i släktet Barela och familjen dvärgstritar. Inga underarter finns listade i Catalogue of Life.